# 台岩紫菀
台岩紫菀（学名：Aster formosanus）是臺灣本島特有的菊科紫菀属植物，生长于海拔2,700米的高山石上，目前尚未由人工引种栽培。
其种加词“formosanus”意为“台湾的”。